# Kurumkani járás

A Kurumkani járás Burjátiában

A Kurumkani járás (oroszul Курумканский район, burját nyelven Хурамхаан аймаг) Oroszország egyik járása a Burját Köztársaságban, székhelye Kurumkan falu.

## Népesség
- 2002-ben 16 235 lakosa volt, melynek 65,4%-a burját, 30,7%-a orosz, 2,3%-a evenk, 0,8%-a tatár.
- 2010-ben 15 007 lakosa volt, melyből 9 842 burját, 4 489 orosz, 404 evenk, 111 tatár stb.